# 木村智秋
木村 智秋（きむら ちあき、本名：黄 智慧〈ファン・ジヘ〉、2月23日 - ）は日本で活動するミュージカル俳優である。大韓民国出身で現在は日本在住。劇団四季所属。

## 来歴
ヨンナム音楽大学ピアノ専攻を経て韓国でミュージカル俳優として活動し、2006年11月に劇団四季オーディションに合格し日本へ移住する。2007年にオペラ座の怪人のアンサンブル役で四季の初舞台出演を果たすが、2011年に劇団四季を退団した。退団後はコンサート出演等の活動を行っていたが、2015年1月に四季へ再入団した。

## 主な出演作品

### 劇団四季
- オペラ座の怪人 (マダム・ジリー)
- キャッツ (グリザベラ)
- ウィキッド (エルファバ)
- パリのアメリカ人 (オルガ)
- ジーザス・クライスト・スーパースター
- ソング＆ダンス65

### その他
- ロミオとジュリエット韓国版（ジュリエット）